# Raurimu-Spirale

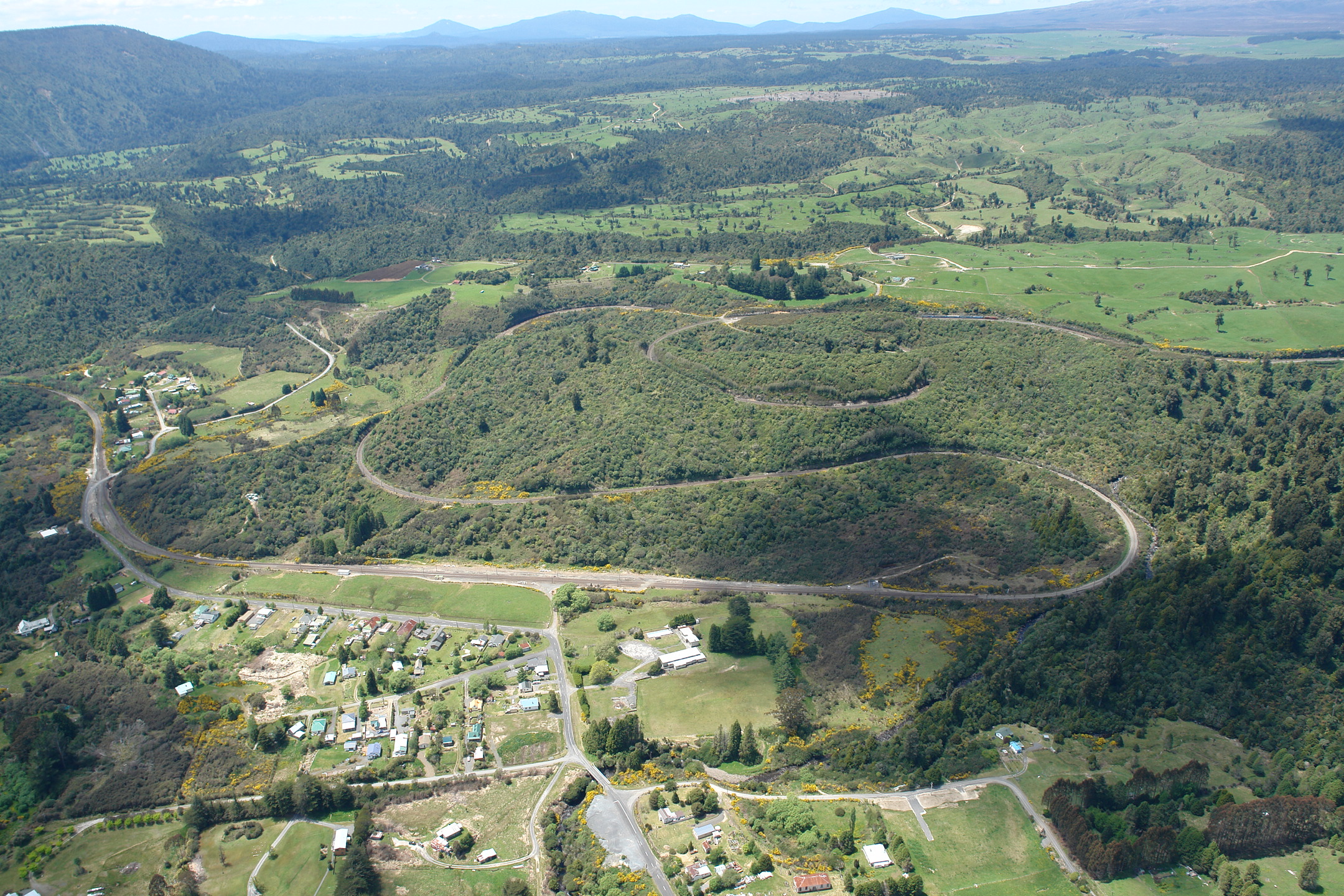
Raurimu-Spirale

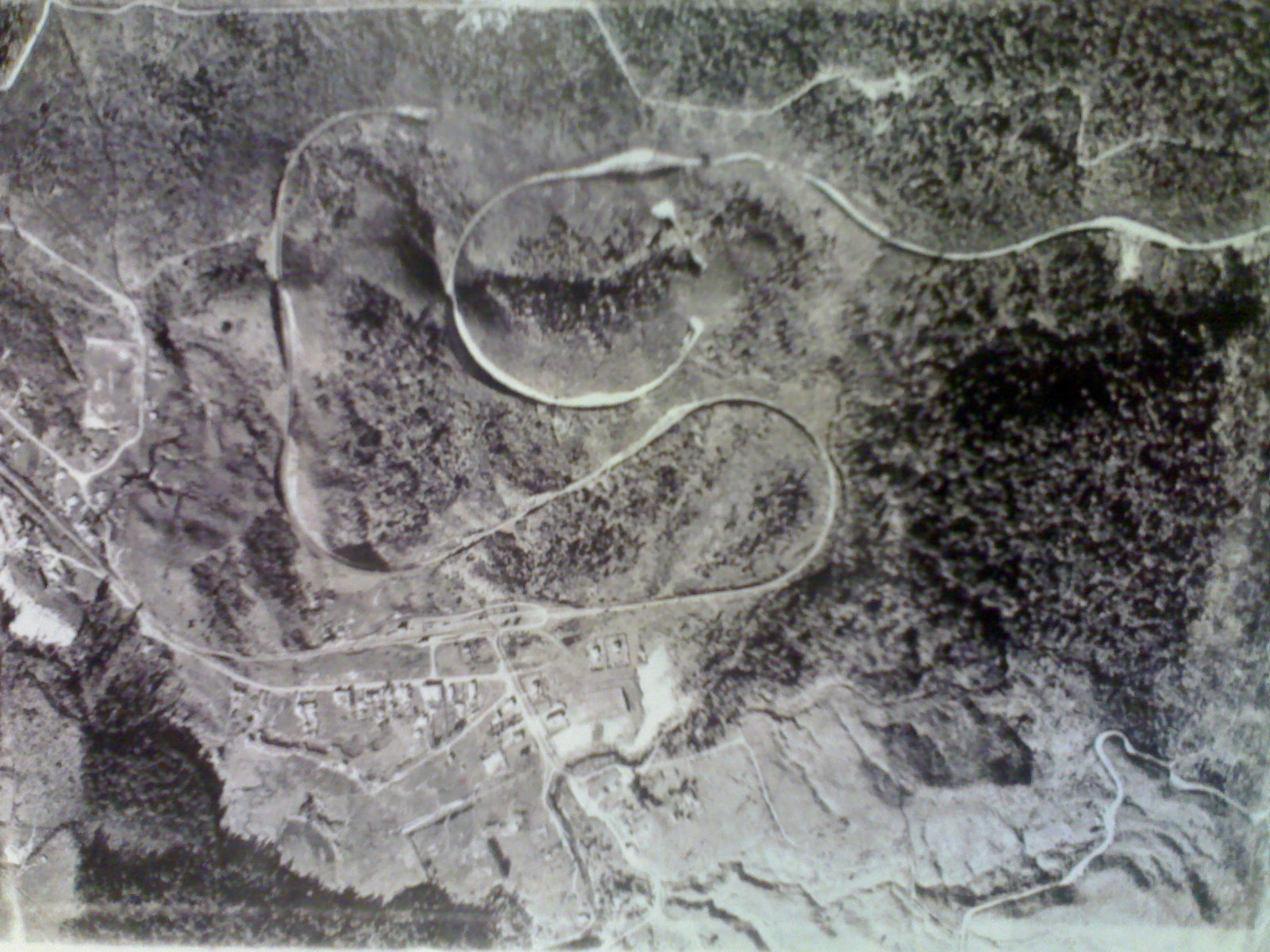
Luftbild

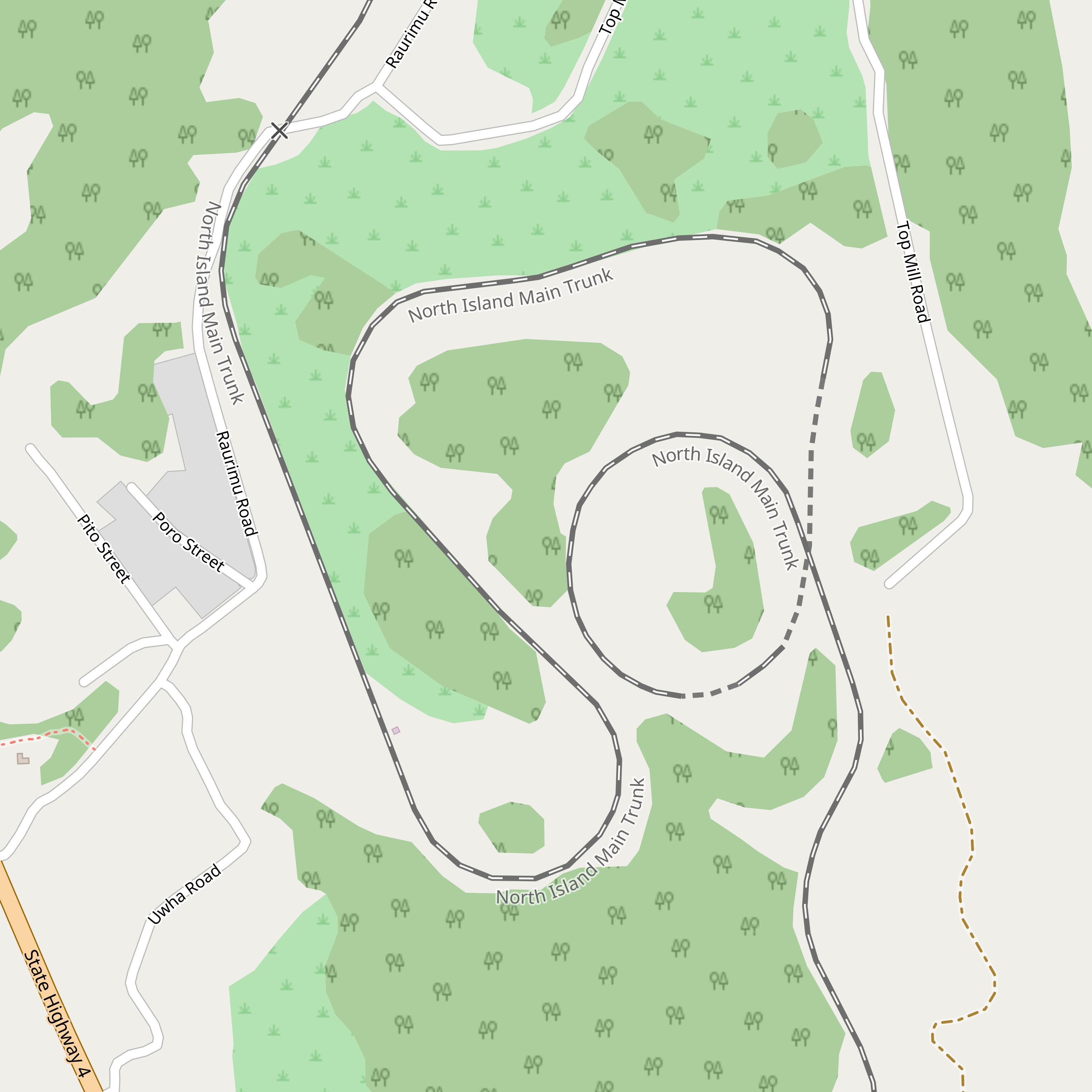
Karte

Die Raurimu-Spirale ist eine eingleisige Kehrschleifenkonstruktion mit Kreiskehre auf der Nordinsel-Hauptstrecke North Island Main Trunk Railway Neuseelands, die die Städte Auckland und Wellington verbindet. Die Strecke überwindet hier eine Höhendifferenz von 132 m, enthält zwei Tunnel (384 m und 96 m lang) und drei Haarnadelkurven.

## Hintergrund
Beim Bau des zentralen Abschnitts des North Island Main Trunk Railways zwischen Auckland und Wellington ergab sich das Problem, dass zwischen Raurimu Flat und der zentralen Hochfläche am National Park auf ca. 6 km Luftlinie ein Höhenunterschied von 218 m zu bewältigen war. Die Gegend bestand zum Zeitpunkt der Vermessungsarbeiten in den 1890er Jahren aus hohem, dichtem Regenwald. Eine direkte Verbindung hätte eine Steigung von 1:24 bedeutet. Lange Zeit wurde eine 19 km lange Alternativroute verfolgt, die aber auch neun Viadukte und eine Steigung von 1:50 erfordert hätte.

## Bau
Die schließlich ausgeführte Lösung wurde durch den Ingenieur R.W.Holmes 1898 entwickelt. Er schlug die spiralförmige Streckenführung mit zwei Tunneln und einer mittleren Steigung von 1:52 vor. Lange Teile der Strecke sind allerdings auch mit einer Steigung von 1:50 angelegt. Die untere Haarnadelkurve weist einen Radius von 198 m auf, die oberen Kurven und die Kreiskehre einen Radius von 200 m. Insgesamt verlängert die Streckenführung damit die Entfernung zwischen Raurimu und National Park auf ca. 11 km.
Die Spirale beginnt in Raurimu mit einer 200° Kurve nach links, es folgen zwei scharfe Rechtskurven, anschließend durchfährt die Strecke die zwei erwähnten Tunnel. In einer kompletten Kreiskehre nach rechts wird anschließend der längere der Tunnel überquert, bevor die Strecke weiter das Plateau erklimmt. Nach weiteren zwei Kilometern folgen je eine scharfe Rechts- und eine Linkskurve.

## Wissenswert

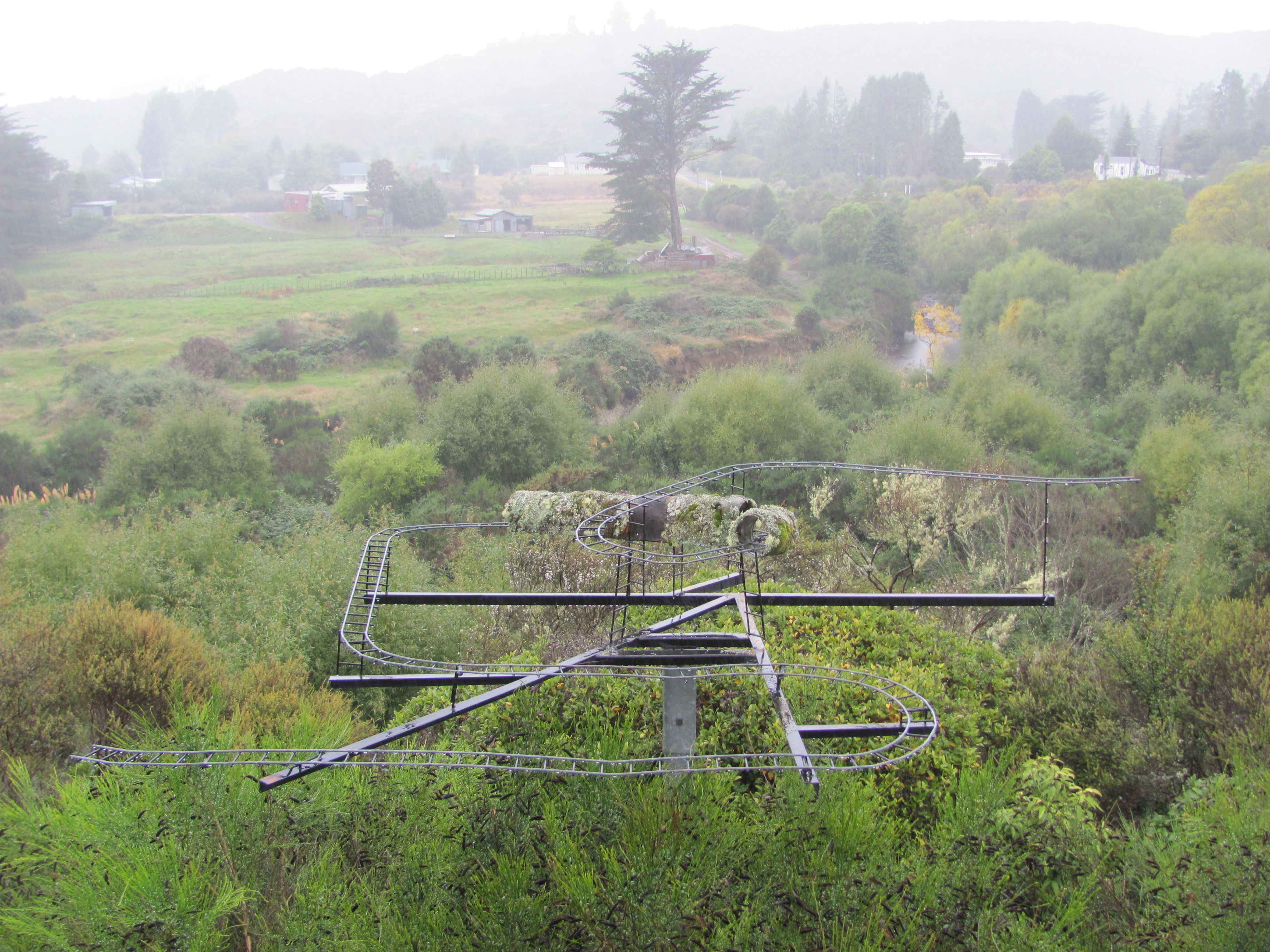
Modell der Anlage am Aussichtspunkt

Östlich vom State Highway 4 in Raurimu abzweigend befindet sich die Abfahrt zu einem Aussichtspunkt mit einem Hochstand, von dem aus ein Teil der Anlage einsehbar ist.